# Azw
AZW es un formato de libro electrónico desarrollado por Amazon. Lo soportan todos los dispositivos de Amazon (Amazon Kindle), smartphones, tablets android, iPhones e iPads.
Bajo la misma extensión se encuentran dos versiones diferentes del formato: el KF7 y el KF8. La extensión AZW se utiliza en archivos de libros electrónicos que están protegidos con DRM y en archivos que no están protegidos. 
Los archivos AZW con DRM solo se pueden obtener en Amazon, ya que el sistema de protección es propietario y no ha sido cedido a terceras compañías. En enero de 2010 hay más de 400.000 libros electrónicos disponibles en este formato. 

## KF7
Se trata básicamente del formato MOBI, que Amazon compró a la empresa francesa Mobipocket S.A. en abril de 2005, utilizando la opción de alta compresión. El sistema de protección DRM es exclusivo de Amazon y no es compatible con el sistema usado por Mobipocket. Por tanto un archivo AZW protegido no puede leerse en un dispositivo con soporte MOBI.

## KF8
Con el lanzamiento del Kindle Fire, el 14 de noviembre de 2011, Amazon estrenó este nuevo formato. En pocos días fue añadido el soporte en Kindle para PC y el lector de Kindle para Mac. Mediante una actualización de firmware también es compatible con el Kindle Touch y Kindle 4. Amazon promete que estará disponible para otros dispositivos en un futuro.
El formato KF8 es básicamente un ePUB3 con formato de base de datos Palm (PDB) al que se le ha añadido el DRM de Amazon. 
Las mejoras incluyen:
- Texto basado en HTML5. El formato no es HTML5, pues se admiten etiquetas que están obsoletas y no todas las etiquetas de HTML5 están soportadas.
- Ampliación de hojas de estilos basada en CSS3. De nuevo no todas las etiquetas CSS3 están soportadas.
- Capa de fondo fijo, aunque el soporte se hace de una manera propietaria, incumpliendo el estándar CSS3.
- Fuentes incrustadas.

Un AZW en formato KF8 contiene un fichero MOBI al principio del archivo que tendrá anexado el mismo contenido en formato KF8, asegurando de esta manera la compatibilidad con los antiguos lectores. Desgraciadamente esto duplica el tamaño del archivo. 

### Software
- Kindle para PC o para Mac Software para leer libros en formato AZW.
- QualityEpub - Software gratuito para Windows que permite crear un fichero AZW de alta calidad a partir de cualquier documento de Microsoft Word (DOC, RTF, HTML, TXT). El AZW generado cumple todos los requisitos solicitados por Amazon. En castellano.
- Amazon KindleGen es una herramienta en línea de comandos para generar un archivo AZW a partir de una estructura OEBP. Es la única herramienta oficial para archivos AZW. Es la única que genera archivos KF8.